# 金刺不二太郎
金刺 不二太郎（かなさし ふじたろう、1895年（明治28年）5月18日 - 1980年（昭和55年）1月4日）は、日本の政治家。川崎市長（7期）。全国市長会会長（4期）。

## 経歴
静岡県賀茂郡（現在の西伊豆町）で、金刺長蔵の長男として生まれる。1912年に東京高等工芸学校を卒業、1914年に東京工科学校を卒業した。川崎田島町の建設会社飯草組（社長は飯草吉之輔で、東京自動車製作所支配人）に入り、1922年に堀之内の請負業万代商会・上田盛次郎（金沢市出身）の一大事業に協力した。1923年金刺組を興し、公共事業に携わる。川崎市議、同議長、参事会員、神奈川県議を経て、第17回衆議院議員総選挙に静岡県第2区より立候補するが落選に終わる。1946年の第22回衆議院議員総選挙に立候補するが落選。同年8月川崎市長に就任した。以来7期務める。市長在職中は全国市長会会長を4期、自治庁参与、日本水道協会理事、日本万国博覧会協会理事などを歴任した。1971年の市長選でも8期目を目指したが、多選批判や大気汚染などの公害悪化が争点となり、革新系で元市労組委員長の伊藤三郎に敗れた。1980年死去。墓所は津田山緑ヶ丘霊園。

## 栄典
- 1955年 - 藍綬褒章[3]